# Vincenzo Viviani
Vincenzo Viviani   (Florència, 5 d'abril de 1622 - Florència, 22 de setembre de 1703) va ser un físic i matemàtic florentí del segle xvii difusor de l'obra de Galileu.

## Vida
Nascut en una família de nobles florentins, va ser educat al col·legi jesuïta de Florència. El seu professor de matemàtiques, Clemente Settimi, en adonar-se de les extraordinàries habilitats del seu deixeble, el va presentar el 1638 al Gran Duc de Toscana, Ferran II de Mèdici, que el va destinar al servei de Galileo Galilei que es trobava reclòs a Arcetri degut a la condemna vaticana de les seves doctrines. Viviani, doncs, va ser el secretari i amanuense dels últims anys de la vida de Galileu, pel qui va contraure una veneració incondicional.
Poc abans de la mort de Galileu (gener de 1642), va rebre la visita de Torricelli, qui també va quedar impressionat per les habilitats de Viviani, de tal forma que quan Torricelli va ocupar el lloc de matemàtic ducal en substitució de Galileu, va mantenir Viviani com el seu ajudant.
En morir Torricelli (1647) va obtenir el càrrec de professor de matemàtiques de la família ducal i d'enginyer civil i militar de les fortificacions i del sistema hidràulic del Ducat. Càrrecs que va exercir fins a la seva mort el 1703.
Va ser també membre de l'Accademia del Cimento, membre de la Royal Society (1696) i un dels vuit membres estrangers de l'Académie Royale des Sciences (1699).

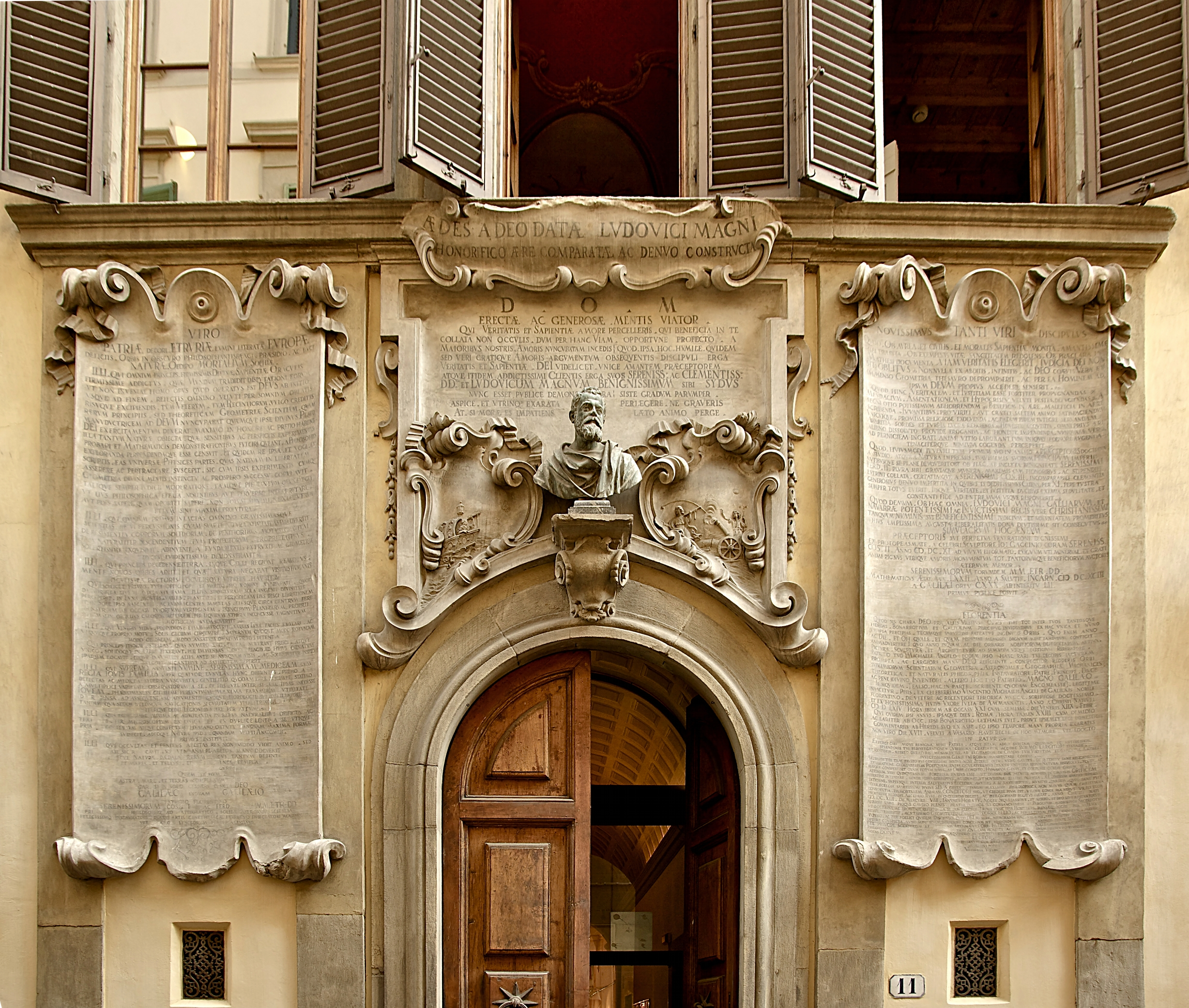
Palazzo dei Cartelloni (Palazzo Viviani), Florència

La seva veneració per Galileu es va fer palesa quan el 1737 el Vaticà va autoritzar l'enterrament de Galileu a la l'església de la Santa Croce. La monumental tomba de Galileu va ser construïda amb els diners que Viviani havia deixat a tal efecte. Les despulles de Viviani també van ser traslladades a la mateixa tomba
D'altra banda, el Palazzo Viviani a la Via Sant'Antonino de Florència, l'habitatge de la seva família, és conegut avui en dia pels florentins com el Palazzo dei Cartelloni (Palau dels cartells), pels grans cartells de pedra que Viviani va fer afegir a la seva façana i el bust que corona la porta)en honor del seu mestre, amic i segon pare, Galileu, glosant la seva vida i els seus assoliments.

## Obra
Després de la mort de Galileu (1642), Viviani va escriure, per encàrrec del príncep Leopold de Mèdici, una biografia del seu mestre el 1654 que no es va publicar fins al 1717, catorze anys després de la seva mort. Volia fer una edició completa de les obres de Galileu, però no va dur a terme el projecte per l'oposició de l'Església catòlica.
Les seves obres publicades són:
- De maximis et minimis geometrica divinatio in quintum Conicorum Apollonii Pergaei, adhuc desideratum (Florència, 1659), en el que intenta endevinar què devia dir el llibre cinquè de les Cóniques d'Apol·loni del que només se'n conservaven en aquella època el quatre primers llibres. El descobriment, anys més tard, dels tres llibres següents (en una versió àrab), va demostrar que Viviani no anava pas gaire desencaminat.[11]
- Quinto libro di Euclide, ovvero scienza universale delle proporzioni, spiegate colla dottrina del Galileo (Florència, 1674)
- Diporto geometrico (Florència, 1676)
- Enodatio problematum universis geometricis praepositorum a D. Claudio Comiers (Florència, 1677)
- Discorso intorno al difendersi dai riempimenti e dalla corrosione dei fiumi (Florència, 1688); també es conserven uns tres-cents manuscrits d'informes, pericials, pressupostos i dictàmens sobre el riu Arno al seu pas per Florència.[12]
- Elementi piani e solidi di Euclide agl'illustrissimi Sig. dell' Accademia de’ Nobili (Florància, 1690) una traducció a l'italià dels Elements d'Euclides que va ser reeditada nombroses vegades.
- Formazione e misura di tutti i cieli (Florència, 1692)
- Aenigma geometricum de miro opificio testudinis quadrabilis hemisphaericae (1692), en el qual proposava el repte de trobar la quadratura d'una part de la superfície d'una esfera.[13]
- De locis solidis secunda divinatio geometrica in quinque libros iniura temporum amissos. Aristaei senioris geometrae (Florència, 1702), en el que intenta reconstruir el llibre perdut d'Aristeu.[14]

També va col·laborar amb Torricelli en els experiments sobre la variació de la pressió atmosfèrica amb l'alçada i amb Borelli en la determinació de la velocitat del so.